# Madhukar

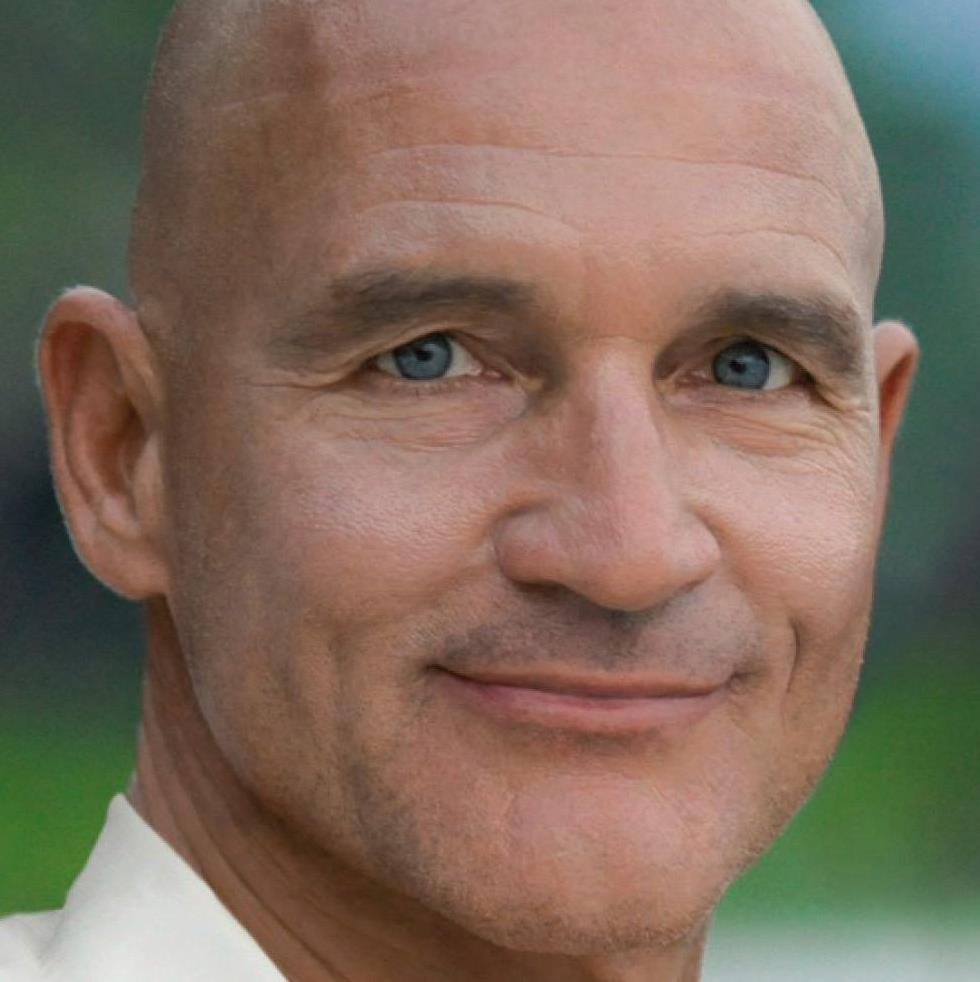
Madhukar
Advaitameester en auteur

Madhukar (vanuit het Sanskriet woordelijk vertaald: Geliefde, zoet als honing) (Stuttgart, 4 november 1957) is advaitameester, auteur en grondlegger van yoga der stilte.

## Leven
Madhukar groeide op in zijn geboorteplaats Stuttgart. Hij studeerde economie en filosofie. Na zijn afstuderen werkte hij als journalist.
In de vroeg tachtiger jaren reisde Madhukar meerdere jaren door Azië. Hij beleefde een "spontane Kundalini verlichting".
Als leerling van Namkai Norbu, de tantrisch-boeddhistische Dzogchen meester, installeerde hij zich als yoga en meditatieleraar. In het jaar 1992 trof hij gedurende een verblijf in India zijn meester H.W.L. Poonja, een leerling van de beroemde wijze Ramana Maharshi. Sri Poonja, ook wel Papaji genoemd, is een van de bekendste vertegenwoordigers van Advaita en werd gedurende zijn leven door talrijke mensen uit de hele wereld bezocht. Advaita vedanta is de mystieke stroming van het hindoeisme, een monistische filosofie (Monisme=alles is één), die in haar oorsprong onder andere tot Shankara (788-820) teruggaat.

### Actuele bezigheden
Sinds 1997 geeft Madhukar zijn kennis verder in wereldwijde events en retraîtes, traditioneel satsang (sat=waarheid en sangha= gemeenschap) genoemd. De bijeenkomsten bestaan enerzijds uit stilte en zijn anderzijds praktisch georiënteerd. De bezoekers hebben de mogelijkheid om Madhukar vragen te stellen of een dialoog aan te gaan. Centraal staat het zelf onderzoek (Atma Vichara) met de vraag: „Wie ben ik?“ Het erkennen van "je ware natuur" of "het zelf" - ook wel puur bewustzijn genoemd- zou tot innerlijke vrede en geluk leiden.
Madhukar benadrukt de nauwe verbinding tussen spiritualiteit en de bevindingen van de moderne wetenschap. De kwantum fysica zegt dat een transcendente energie onderliggend is aan alles en dit is dezelfde energie als waar in spiritualiteit op gedoeld wordt.
Een ieder kan dit ervaren, volgens Madhukar, omdat deze energie de essentie is van het universum en van alle wezens. In dit bewustzijn is alles eenheid, alles is een.

## Filosofische kernboodschap
Volgens Madhukar leeft de mens in het misleidende geloof van een realistische “ik figuur“: de mens gelooft vrijheid van handelen te hebben en in een objectieve wereld te leven. Deze perceptie is begrensd. In werkelijkheid is ieder levend wezen puur bewustzijn, waarin de wereld zich subjectief toont.
Met de vraag: Wie ben ik?, kan de ontvangen, begrensde realiteit bevraagd worden en kan puur bewustzijn (het zelf) ervaren worden. De twijfelsvrije identificatie met het zelf is absolute vrijheid, allesomvattende liefde en stil geluk.
Inhoudelijke overeenkomsten zijn vooral te vinden in actuele discussies omtrent de vrije wil. Evenals Madhukar vertegenwoordigen hersenonderzoekers ook de aanname, dat “ik“ en “de vrije wil“ een illusie zijn.